# Статистика запитів
Статистика запитів — інформація про звернення користувачів до пошукової системи за ключовими словами. Здебільшого при роботі з сервісом статистики є можливість відсіювати результати за географічним розташуванням, або навіть окремо взятої мови, а іноді і за місяцями. При цьому, як правило, сервіс показує не тільки дані про запит, а також і про словосполучення, синоніми і близькі теми («шукають також»).